# Progomphus adaptatus
Progomphus adaptatus är en trollsländeart som beskrevs av Belle 1973. Progomphus adaptatus ingår i släktet Progomphus och familjen flodtrollsländor. IUCN kategoriserar arten globalt som otillräckligt studerad. Inga underarter finns listade i Catalogue of Life.